# Средний Калар
Сре́дний Кала́р — село в Каларском районе Забайкальского края.

## География
Самое удалённое и труднодоступное село района, расположено на правом берегу среднего течения реки Калар, в 250 км к юго-западу от райцентра, села Чара.

## История
Основано в 1927 году эвенком Иваном Романовым, братом основателя села Чапо-Олого Афанасия Романова.
В 1932 году был организован колхоз им. Леонова, переименованный в 1935 году в «Советский Орон», а в 1954 году — в колхоз им. Кирова. В селе строилось жильё для эвенков; впервые они стали жить в деревянных домах, однако неизменно ставили рядом палатку или чум. В 1937 году лучшие охотники и оленеводы ездили в Москву на Всесоюзную выставку народного хозяйства. Позднее работал совхоз «Каларский». В начале 1990-х годов в селе действовал аэропорт.
В 1998 году прекратил своё существование совхоз «Каларский», закрылись школа и детский сад. С 2009 года администрация района приняла на себя содержание важных объектов жизнеобеспечения и организацию зимнего завоза продуктов питания. В селе работает библиотека и метеостанция.

## Население
| 1989 | 2002 | 2010 | 2012 | 2013 | 2014 | 2015 |
| ---- | ---- | ---- | ---- | ---- | ---- | ---- |
| 185  | ↘114 | ↘62  | ↘60  | ↘54  | ↗62  | ↘60  |
| 2016 | 2017 | 2018 | 2019 | 2020 | 2021 |      |
| ↘59  | ↗61  | ↗62  | ↘55  | ↘51  | ↗53  |      |